# Veľká Lomnica
Veľká Lomnica este o comună slovacă, aflată în districtul Kežmarok din regiunea Prešov. Localitatea se află la altitudinea de 647 m deasupra n.m., se întinde pe o suprafață de 19,12 km2 și numără 4.303 locuitori. 

## Istoric
Localitatea Veľká Lomnica este atestată documentar din 1257.

## Demografie
| An:                | 1994 | 2004    | 2014    | 2024    |
| ------------------ | ---- | ------- | ------- | ------- |
| Număr de persoane: | 3252 | 3760    | 4536    | 5529    |
| Diferență:         |      | +15,62% | +20,63% | +21,89% |

| An:                | 2023 | 2024   |
| ------------------ | ---- | ------ |
| Număr de persoane: | 5380 | 5529   |
| Diferență:         |      | +2,76% |